# 3-й гвардейский кавалерийский корпус
3-й гвардейский кавалерийский Гродненский ордена Ленина Краснознаменный корпус — воинское соединение РККА, принимавшее участие в Великой Отечественной войне в составе Калининского, Западного, Брянского, 1-го и 2-го Прибалтийского, Юго-Западного, Южного, Сталинградского, Донского, 2-го и 3-го Белорусских фронтов.

## Награды и почетные наименования
| Награда (наименование)              | Дата награждения                                                              | За что награждена |
| ----------------------------------- | ----------------------------------------------------------------------------- | --- |
| Почётное звание «Гвардейский»       | Присвоено приказом НКО СССР № 366 от 25 декабря 1941 года                     | За проявленную отвагу в боях за Отечество с немецкими захватчиками, за стойкость, мужество, дисциплину и организованность, за героизм личного состава               |
| Почётное наименование «Гродненский» | Присвоено приказом Верховного Главнокомандующиего № 0215 от 25 июля 1944 года | За отличие в боях за освобождение города Гродно |
| Орден Красного Знамени              | Награждён Указом Президиума Верховного Совета СССР от 5 апреля 1945 года      | За образцовое выполнение заданий командования в боях с немецкими захватчиками при овладении городами Нойштеттин, Прехлау и проявленные при этом доблесть и мужество |
| Орден Ленина                        | Награждён Указом Президиума Верховного Совета СССР от 4 июня 1945 года        | За образцовое выполнение заданий командования в боях с немецкими захватчиками при овладении островом Рюген и проявленные при этом доблесть и мужество               |

## Состав
(на 1 мая 1945 года)
- 5-я гвардейская кавалерийская дивизия;
- 6-я гвардейская кавалерийская дивизия;
- 32-я кавалерийская дивизия;
- 1814-й самоходный артиллерийский Краснознаменный полк;
- 144-й гвардейский истребительно-противотанковый артиллерийский Краснознаменный полк;
- 3-й отдельный гвардейский истребительно-противотанковый ордена Александра Невского[3] дивизион;
- 64-й отдельный гвардейский миномётный ордена Александра Невского дивизион;
- 3-й гвардейский миномётный ордена Кутузова полк реактивной артиллерии;
- 1731-й зенитный артиллерийский ордена Кутузова полк.

Части корпусного подчинения:
- 3-й отдельный гвардейский ордена Александра Невского[3] дивизион связи (до 15 февраля 1942 года 9-й отдельный дивизион связи)
- 351-я полевая авторемонтная база
- 224-е авиационная эскадрилья связи
- 258-й прачечный отряд
- 32-й полевой автохлебозавод
- 258-я полевая касса Государственного банка СССР
- 399-я военно-почтовая станция

## Периоды вхождения в состав Действующей армии
- 25 декабря 1941 года — 9 мая 1943 года;
- 14 августа 1943 года — 31 августа 1943 года;
- 9 сентября 1943 года — 3 февраля 1944 года;
- 27 февраля 1944 года — 4 июня 1944 года;
- 12 июня 1944 года — 9 мая 1945 года.

## Подчинение
| Дата            | Фронт (округ)                               | Армия                                      | Подчинённые корпусу кавалерийские соединения                                                             | Подчинённые корпусу артиллерийские части |
| --------------- | ------------------------------------------- | ------------------------------------------ | --- | --- |
| 25.12.1941 года | Юго-Западный фронт                          | -                                          | 5-я гвардейская кавалерийская дивизия, 6-я гвардейская кавалерийская дивизия, 32-я кавалерийская дивизия | - |
| 01.01.1942 года | Брянский фронт                              | Оперативная группа генерала Костенко Ф. Я. | 5-я гвардейская кавалерийская дивизия, 6-я гвардейская кавалерийская дивизия, 32-я кавалерийская дивизия | - |
| 01.02.1942 года | Юго-Западный фронт                          | -                                          | 5-я гвардейская кавалерийская дивизия, 6-я гвардейская кавалерийская дивизия, 32-я кавалерийская дивизия | - |
| 01.03.1942 года | Юго-Западный фронт                          | 21-я армия                                 | 5-я гвардейская кавалерийская дивизия, 6-я гвардейская кавалерийская дивизия, 32-я кавалерийская дивизия | - |
| 01.04.1942 года | Юго-Западный фронт                          | 38-я армия                                 | 5-я гвардейская кавалерийская дивизия, 6-я гвардейская кавалерийская дивизия, 32-я кавалерийская дивизия | - |
| 01.05.1942 года | Юго-Западный фронт                          | 28-я армия                                 | 5-я гвардейская кавалерийская дивизия, 6-я гвардейская кавалерийская дивизия, 32-я кавалерийская дивизия | - |
| 01.06.1942 года | Юго-Западный фронт                          | -                                          | 5-я гвардейская кавалерийская дивизия, 6-я гвардейская кавалерийская дивизия, 32-я кавалерийская дивизия | - |
| 01.07.1942 года | Юго-Западный фронт                          | -                                          | 5-я гвардейская кавалерийская дивизия, 6-я гвардейская кавалерийская дивизия, 32-я кавалерийская дивизия | - |
| 01.08.1942 года | Сталинградский фронт                        | -                                          | 5-я гвардейская кавалерийская дивизия, 6-я гвардейская кавалерийская дивизия, 32-я кавалерийская дивизия | - |
| 01.09.1942 года | Сталинградский фронт                        | -                                          | 5-я гвардейская кавалерийская дивизия, 6-я гвардейская кавалерийская дивизия, 32-я кавалерийская дивизия | - |
| 01.10.1942 года | Донской фронт                               | -                                          | 5-я гвардейская кавалерийская дивизия, 32-я кавалерийская дивизия                                        | - |
| 01.11.1942 года | Юго-Западный фронт                          | -                                          | 5-я гвардейская кавалерийская дивизия, 6-я гвардейская кавалерийская дивизия, 32-я кавалерийская дивизия | - |
| 01.12.1942 года | Юго-Западный фронт                          | 5-я танковая армия                         | 5-я гвардейская кавалерийская дивизия, 6-я гвардейская кавалерийская дивизия, 32-я кавалерийская дивизия | - |
| 01.01.1943 года | Юго-Западный фронт                          | 5-я Ударная армия                          | 5-я гвардейская кавалерийская дивизия, 6-я гвардейская кавалерийская дивизия, 32-я кавалерийская дивизия | 152-й минометный полк, 8-й отдельный конно-артиллерийский дивизион, 3-й отдельный гвардейский истребительно-противотанковый дивизион |
| 01.02.1943 года | Южный фронт                                 | 5 -я Ударная армия                         | 5-я гвардейская кавалерийская дивизия, 6-я гвардейская кавалерийская дивизия, 32-я кавалерийская дивизия | 152-й минометный полк, 8-й отдельный конно-артиллерийский дивизион, 3-й отдельный гвардейский истребительно-противотанковый дивизион |
| 01.03.1943 года | Южный фронт                                 | 5-я Ударная армия                          | 5-я гвардейская кавалерийская дивизия, 6-я гвардейская кавалерийская дивизия, 32-я кавалерийская дивизия | 152-й минометный полк, 8-й отдельный конно-артиллерийский дивизион, 3-й отдельный гвардейский истребительно-противотанковый дивизион |
| 01.04.1943 года | Южный фронт                                 | -                                          | 5-я гвардейская кавалерийская дивизия, 6-я гвардейская кавалерийская дивизия, 32-я кавалерийская дивизия | 144-й гвардейский истребительно-противотанковый артиллерийский полк, 3-й отдельный гвардейский истребительно-противотанковый дивизион, 64-й гвардейский минометный дивизион |
| 01.05.1943 года | Южный фронт                                 | -                                          | 5-я гвардейская кавалерийская дивизия, 6-я гвардейская кавалерийская дивизия, 32-я кавалерийская дивизия | 144-й гвардейский истребительно-противотанковый артиллерийский полк, 3-й отдельный гвардейский истребительно-противотанковый дивизион, 64-й гвардейский минометный дивизион |
| 01.06.1943 года | Резерв Ставки Верховного Главнокомандования | Степной военный округ                      | 5-я гвардейская кавалерийская дивизия, 6-я гвардейская кавалерийская дивизия, 32-я кавалерийская дивизия | 144-й гвардейский истребительно-противотанковый артиллерийский полк, 3-й отдельный гвардейский истребительно-противотанковый дивизион, 64-й гвардейский минометный дивизион, 1731-й зенитный артиллерийский полк |
| 01.07.1943 года | Резерв Ставки Верховного Главнокомандования | Степной военный округ                      | 5-я гвардейская кавалерийская дивизия, 6-я гвардейская кавалерийская дивизия, 32-я кавалерийская дивизия | 144-й гвардейский истребительно-противотанковый артиллерийский полк, 3-й отдельный гвардейский истребительно-противотанковый дивизион, 64-й гвардейский минометный дивизион, 1731-й зенитный артиллерийский полк |
| 01.08.1943 года | Резерв Ставки Верховного Главнокомандования | -                                          | 5-я гвардейская кавалерийская дивизия, 6-я гвардейская кавалерийская дивизия, 32-я кавалерийская дивизия | 144-й гвардейский истребительно-противотанковый артиллерийский полк, 3-й отдельный гвардейский истребительно-противотанковый дивизион, 64-й гвардейский минометный дивизион, 1731-й зенитный артиллерийский полк, 3-й гвардейский минометный полк реактивной артиллерии                                                                      |
| 01.09.1943 года | Калининский фронт                           | -                                          | 5-я гвардейская кавалерийская дивизия, 6-я гвардейская кавалерийская дивизия, 32-я кавалерийская дивизия | 1814 самоходный артиллерийский полк, 144-й гвардейский истребительно-противотанковый артиллерийский полк, 3-й отдельный гвардейский истребительно-противотанковый дивизион, 64-й гвардейский минометный дивизион, 1731-й зенитный артиллерийский полк, 3-й гвардейский минометный полк реактивной артиллерии                                 |
| 01.10.1943 года | Западный фронт                              | -                                          | 5-я гвардейская кавалерийская дивизия, 6-я гвардейская кавалерийская дивизия, 32-я кавалерийская дивизия | 1814 самоходный артиллерийский полк, 144-й гвардейский истребительно-противотанковый артиллерийский полк, 3-й отдельный гвардейский истребительно-противотанковый дивизион, 64-й гвардейский минометный дивизион, 1731-й зенитный артиллерийский полк, 3-й гвардейский минометный полк реактивной артиллерии                                 |
| 01.11.1943 года | Западный фронт                              | -                                          | 5-я гвардейская кавалерийская дивизия, 6-я гвардейская кавалерийская дивизия, 32-я кавалерийская дивизия | 1814 самоходный артиллерийский полк, 144-й гвардейский истребительно-противотанковый артиллерийский полк, 3-й отдельный гвардейский истребительно-противотанковый дивизион, 64-й гвардейский минометный дивизион, 1731-й зенитный артиллерийский полк, 3-й гвардейский минометный полк реактивной артиллерии                                 |
| 01.12.1943 года | 1-й Прибалтийский фронт                     | 4-я Ударная армия                          | 5-я гвардейская кавалерийская дивизия, 6-я гвардейская кавалерийская дивизия, 32-я кавалерийская дивизия | 1814 самоходный артиллерийский полк, 144-й гвардейский истребительно-противотанковый артиллерийский полк, 3-й отдельный гвардейский истребительно-противотанковый дивизион, 64-й гвардейский минометный дивизион, 1731-й зенитный артиллерийский полк, 3-й гвардейский минометный полк реактивной артиллерии                                 |
| 01.01.1944 года | 1-й Прибалтийский фронт                     | 4-я Ударная армия                          | 5-я гвардейская кавалерийская дивизия, 6-я гвардейская кавалерийская дивизия, 32-я кавалерийская дивизия | 1814 самоходный артиллерийский полк, 144-й гвардейский истребительно-противотанковый артиллерийский полк, 3-й отдельный гвардейский истребительно-противотанковый дивизион, 64-й гвардейский минометный дивизион, 1731-й зенитный артиллерийский полк, 3-й гвардейский минометный полк реактивной артиллерии                                 |
| 01.02.1944 года | 1-й Прибалтийский фронт                     | -                                          | 5-я гвардейская кавалерийская дивизия, 6-я гвардейская кавалерийская дивизия, 32-я кавалерийская дивизия | 1814 самоходный артиллерийский полк, 144-й гвардейский истребительно-противотанковый артиллерийский полк, 3-й отдельный гвардейский истребительно-противотанковый дивизион, 64-й гвардейский минометный дивизион, 1731-й зенитный артиллерийский полк, 3-й гвардейский минометный полк реактивной артиллерии                                 |
| 01.03.1944 года | 2-й Прибалтийский фронт                     | -                                          | 5-я гвардейская кавалерийская дивизия, 6-я гвардейская кавалерийская дивизия, 32-я кавалерийская дивизия | 1814 самоходный артиллерийский полк, 144-й гвардейский истребительно-противотанковый артиллерийский полк, 3-й отдельный гвардейский истребительно-противотанковый дивизион, 64-й гвардейский минометный дивизион, 1731-й зенитный артиллерийский полк, 3-й гвардейский минометный полк реактивной артиллерии                                 |
| 01.04.1944 года | 2-й Прибалтийский фронт                     | -                                          | 5-я гвардейская кавалерийская дивизия, 6-я гвардейская кавалерийская дивизия, 32-я кавалерийская дивизия | 1814 самоходный артиллерийский полк, 144-й гвардейский истребительно-противотанковый артиллерийский полк, 3-й отдельный гвардейский истребительно-противотанковый дивизион, 64-й гвардейский минометный дивизион, 1731-й зенитный артиллерийский полк, 3-й гвардейский минометный полк реактивной артиллерии                                 |
| 01.05.1944 года | 2-й Прибалтийский фронт                     | -                                          | 5-я гвардейская кавалерийская дивизия, 6-я гвардейская кавалерийская дивизия, 32-я кавалерийская дивизия | танковая бригада (без номера), 1814 самоходный артиллерийский полк, 144-й гвардейский истребительно-противотанковый артиллерийский полк, 3-й отдельный гвардейский истребительно-противотанковый дивизион, 64-й гвардейский минометный дивизион, 1731-й зенитный артиллерийский полк, 3-й гвардейский минометный полк реактивной артиллерии, |
| 01.06.1944 года | 2-й Прибалтийский фронт                     | -                                          | 5-я гвардейская кавалерийская дивизия, 6-я гвардейская кавалерийская дивизия, 32-я кавалерийская дивизия | 1814 самоходный артиллерийский полк, 144-й гвардейский истребительно-противотанковый артиллерийский полк, 3-й отдельный гвардейский истребительно-противотанковый дивизион, 64-й гвардейский минометный дивизион, 1731-й зенитный артиллерийский полк, 3-й гвардейский минометный полк реактивной артиллерии,                                |
| 01.07.1944 года | 3-й Белорусский фронт                       | -                                          | 5-я гвардейская кавалерийская дивизия, 6-я гвардейская кавалерийская дивизия, 32-я кавалерийская дивизия | 1814 самоходный артиллерийский полк, 144-й гвардейский истребительно-противотанковый артиллерийский полк, 3-й отдельный гвардейский истребительно-противотанковый дивизион, 64-й гвардейский минометный дивизион, 1731-й зенитный артиллерийский полк, 3-й гвардейский минометный полк реактивной артиллерии,                                |
| 01.08.1944 года | 2-й Белорусский фронт                       | -                                          | 5-я гвардейская кавалерийская дивизия, 6-я гвардейская кавалерийская дивизия, 32-я кавалерийская дивизия | 1814 самоходный артиллерийский полк, 144-й гвардейский истребительно-противотанковый артиллерийский полк, 3-й отдельный гвардейский истребительно-противотанковый дивизион, 64-й гвардейский минометный дивизион, 1731-й зенитный артиллерийский полк, 3-й гвардейский минометный полк реактивной артиллерии,                                |
| 01.09.1944 года | 2-й Белорусский фронт                       | -                                          | 5-я гвардейская кавалерийская дивизия, 6-я гвардейская кавалерийская дивизия, 32-я кавалерийская дивизия | 1814 самоходный артиллерийский полк, 144-й гвардейский истребительно-противотанковый артиллерийский полк, 3-й отдельный гвардейский истребительно-противотанковый дивизион, 64-й гвардейский минометный дивизион, 1731-й зенитный артиллерийский полк, 3-й гвардейский минометный полк реактивной артиллерии,                                |
| 01.10.1944 года | 2-й Белорусский фронт                       | -                                          | 5-я гвардейская кавалерийская дивизия, 6-я гвардейская кавалерийская дивизия, 32-я кавалерийская дивизия | 1814 самоходный артиллерийский полк, 144-й гвардейский истребительно-противотанковый артиллерийский полк 3-й отдельный гвардейский истребительно-противотанковый дивизион, 64-й гвардейский минометный дивизион, 1731-й зенитный артиллерийский полк, 3-й гвардейский минометный полк реактивной артиллерии,                                 |
| 01.11.1944 года | 3-й Белорусский фронт                       | -                                          | 5-я гвардейская кавалерийская дивизия, 6-я гвардейская кавалерийская дивизия, 32-я кавалерийская дивизия | 1814 самоходный артиллерийский полк, 144-й гвардейский истребительно-противотанковый артиллерийский полк, 3-й отдельный гвардейский истребительно-противотанковый дивизион, 64-й гвардейский минометный дивизион, 1731-й зенитный артиллерийский полк, 3-й гвардейский минометный полк реактивной артиллерии,                                |
| 01.12.1944 года | 3-й Белорусский фронт                       | -                                          | 5-я гвардейская кавалерийская дивизия, 6-я гвардейская кавалерийская дивизия, 32-я кавалерийская дивизия | 1814 самоходный артиллерийский полк, 144-й гвардейский истребительно-противотанковый артиллерийский полк, 3-й отдельный гвардейский истребительно-противотанковый дивизион, 64-й гвардейский минометный дивизион, 1731-й зенитный артиллерийский полк, 3-й гвардейский минометный полк реактивной артиллерии,                                |
| 01.01.1945 года | 2-й Белорусский фронт                       | -                                          | 5-я гвардейская кавалерийская дивизия, 6-я гвардейская кавалерийская дивизия, 32-я кавалерийская дивизия | 1814 самоходный артиллерийский полк, 144-й гвардейский истребительно-противотанковый артиллерийский полк, 3-й отдельный гвардейский истребительно-противотанковый дивизион, 64-й гвардейский минометный дивизион, 1731-й зенитный артиллерийский полк, 3-й гвардейский минометный полк реактивной артиллерии,                                |
| 01.02.1945 года | 2-й Белорусский фронт                       | -                                          | 5-я гвардейская кавалерийская дивизия, 6-я гвардейская кавалерийская дивизия, 32-я кавалерийская дивизия | 1814 самоходный артиллерийский полк, 144-й гвардейский истребительно-противотанковый артиллерийский полк, 3-й отдельный гвардейский истребительно-противотанковый дивизион, 64-й гвардейский минометный дивизион, 1731-й зенитный артиллерийский полк, 3-й гвардейский минометный полк реактивной артиллерии,                                |
| 01.03.1945 года | 2-й Белорусский фронт                       | -                                          | 5-я гвардейская кавалерийская дивизия, 6-я гвардейская кавалерийская дивизия, 32-я кавалерийская дивизия | 1814 самоходный артиллерийский полк, 1 144-й гвардейский истребительно-противотанковый артиллерийский полк, 3-й отдельный гвардейский истребительно-противотанковый дивизион, 64-й гвардейский минометный дивизион, 1731-й зенитный артиллерийский полк, 3-й гвардейский минометный полк реактивной артиллерии,                              |
| 01.04.1945 года | 2-й Белорусский фронт                       | -                                          | 5-я гвардейская кавалерийская дивизия, 6-я гвардейская кавалерийская дивизия, 32-я кавалерийская дивизия | 1814 самоходный артиллерийский полк, 144-й гвардейский истребительно-противотанковый артиллерийский полк, 3-й отдельный гвардейский истребительно-противотанковый дивизион, 64-й гвардейский минометный дивизион, 1731-й зенитный артиллерийский полк, 3-й гвардейский минометный полк реактивной артиллерии,                                |
| 01.05.1945 года | 2-й Белорусский фронт                       | -                                          | 5-я гвардейская кавалерийская дивизия, 6-я гвардейская кавалерийская дивизия, 32-я кавалерийская дивизия | 1814 самоходный артиллерийский полк, 144-й гвардейский истребительно-противотанковый артиллерийский полк, 3-й отдельный гвардейский истребительно-противотанковый дивизион, 64-й гвардейский минометный дивизион, 1731-й зенитный артиллерийский полк, 3-й гвардейский минометный полк реактивной артиллерии,                                |

## Командование

### Командиры
- Крюченкин, Василий Дмитриевич, гвардии генерал-майор, (15 декабря 1941 — 3 июля 1942 года)
- Плиев, Исса Александрович, гвардии генерал-майор, (3 июля 1942 года — 18 декабря 1942 года)
- Осликовский, Николай Сергеевич, гвардии генерал-лейтенант, (18 декабря 1942 года — 30 июня 1946 года)

### Заместители командира
- Гусев, Андрей Павлович (август 1942 года — апрель 1943 года), гвардии полковник.
- Чудесов, Александр Фёдорович (апрель 1943 года — апрель 1946 года), гвардии генерал-майор.

## Отличившиеся воины
Звание Героя Советского Союза было присвоено 12 воинам корпуса:
- Управление корпуса:
  - Осликовский, Николай Сергеевич, гвардии генерал-лейтенант, командир корпуса. Указ Президиума Верховного Совета СССР от 29 мая 1945 года.
- 3 гвардейский минометный полк:
  - Бородулин Сергей Дмитриевич, гвардии рядовой, наводчик орудия. Указ Президиума Верховного Совета СССР от 24 марта 1945 года. Звание присвоено посмертно.
  - Назаренко, Павел Иванович, гвардии старший сержант, старший шофёр боевой машины БМ-13. Указ Президиума Верховного Совета СССР от 24 марта 1945 года. Звание присвоено посмертно.
  - Светличный, Тимофей Иванович, гвардии сержант, командир расчёта. Указ Президиума Верховного Совета СССР от 24 марта 1945 года. Звание присвоено посмертно.
- 5-я гвардейская кавалерийская дивизия — 3 человека
- 6-я гвардейская кавалерийская дивизия — 6 человек
- 32-я кавалерийская дивизия — 3 человека

 24 воина корпуса являются кавалерами ордена Славы трех степеней:
- 5-я гвардейская кавалерийская дивизия — 12 человек
- 6-я гвардейская кавалерийская дивизия — 11 человек
- 32-я кавалерийская дивизия — 1 человек